# Cypselurus callopterus
El pez volador bonito, pez volador alimanchado o pez volador pequeño es la especie Cypselurus callopterus, un pez marino de la familia exocétidos, distribuida por la costa este-central del océano Pacífico, desde México hasta Ecuador. Su pesca tiene poca impartancia comercial.

## Anatomía
Cuerpo alaragado con una longitud máxima descrita de 30 cm, aunque la longitud máxima normal es de unos 20 cm. Cuerpo alargado, cilíndrico y grueso; hocico romo, más corto que el diámetro del ojo; mandíbula inferior ligeramente más corta que la mandíbula superior y oculto por ella, que carecen de espinas en las aletas, aletas pectorales en lo alto de cuerpo extremadamente largas sobrepasando el punto medio de la aleta dorsal; el origen de la aleta anal situado detrás del origen de la aleta dorsal por lo menos 3 o más radios, de color verde a azul iridiscente en el lomo, mientras que el vientre es amarillento; las aletas pectorales son blancas con numerosas manchas oscuras.

## Hábitat y biología
Habitan las aguas marinas tropicales nerítico-pelágicas, epipelágico de aguas costeras. Capaz de saltar fuera del agua y planear largas distancias.